# Fagopyrum megacarpum
Fagopyrum megacarpum är en slideväxtart som beskrevs av Kanesuke Hara. Fagopyrum megacarpum ingår i släktet boveten, och familjen slideväxter. Inga underarter finns listade i Catalogue of Life.